# Armadillidium apenninigenum
Armadillidium apenninigenum är en kräftdjursart som beskrevs av Karl Wilhelm Verhoeff 1936. Armadillidium apenninigenum ingår i släktet Armadillidium och familjen klotgråsuggor. Inga underarter finns listade i Catalogue of Life.